# 伊藤みどり
伊藤 みどり（いとう みどり、1969年8月13日 - ）は、日本のフィギュアスケート選手（女子シングル）。愛知県名古屋市出身。東海女子高等学校（現、東海学園高等学校）、東海学園女子短期大学卒業。兄は元インラインスケート選手の伊藤裕幸。
1992年アルベールビルオリンピック女子シングル銀メダリスト。1989年世界選手権優勝。1988年カルガリーオリンピック5位入賞。1985年から1992年まで全日本選手権8連覇。女子選手として世界初のトリプルアクセルや3回転-3回転連続ジャンプに成功した。
1989年に「最も高得点を取ったフィギュアスケーター」としてギネスブックに掲載。2004年には、日本人として初めて世界フィギュアスケート殿堂入り。2007年、国際スケート連盟 (ISU) は「伊藤はたった一人の力で女子フィギュアスケートを21世紀へと導いた」との声明を発表した。

## 人物
三人兄妹の真ん中で、兄と妹がいる。伊藤が小学1年生の時に両親は離婚し、子供たちは母親に引き取られる。
スケートを始めた頃は、全日本選手権を8連覇した渡部絵美に憧れていた。12歳当時の将来の目標は、オリンピックや世界選手権でメダルを取ること、夢はアイスショーに出演することであった。プロフィギュアスケーターの西田美和とは、ジュニア大会のデビューが同期で、文通相手でもあった。東海女子高等学校では、遠征の時を除けば、ほぼ無遅刻無欠席で通学した。東海学園女子短期大学に進学し、家政学科人間関係コースで出羽秀明のゼミに参加して、「塩の道」をテーマに卒業論文を書いた。卒業後はプリンスホテルに就職する。1991年12月には母校である東海学園女子短大 (現・東海学園大学) に「伊藤みどりメモリアルホール」が作られている。
10歳の頃から早朝、深夜の練習のためコーチの山田満知子の家に寝泊りするようになり、中学2年生の時には山田コーチ宅に住むようになる。山田の家族には伊藤と同い年の一人娘がいたが、家庭では伊藤の方が威張っていたほどであった。
小学生の時は偏食でガリガリに痩せており、肉と野菜は一切食べず、魚もサンマとイワシ以外はほとんど食べなかった。成長期・思春期に入ると、偏食は治り、肉が好物になったものの、今度は体重管理に苦労した。中学時代には右足首を2度骨折している。最初の骨折は、体重が1年で9kgも増加してジャンプの着地で足首に大きな負担がかかったのが原因だった。骨折以外のケガや故障も含めて、1992年に引退するまでの治療回数は500回にも上った。ジャンプの練習を重ねたため、かかとが角張って変形するようになった。
性格は新しいもの好きで負けず嫌い。そのため反復練習が嫌いであった。
中学時代には、伊藤の才能に着目した西武鉄道グループのオーナーである堤義明の経済的援助を受けるようになる。高校時代にはアメリカへのスケート留学の誘いがあったが、山田のもとに残ることを選んだ。プロに転向してからも、人気のあるフランスや北米のアイスショーへの出演の話もあったが、日本のプリンスアイスワールドでのプロ活動を選ぶ。
2004年に元劇団四季所属のミュージカル俳優の八巻大と結婚したが、2006年に離婚する。その後2009年9月に一般人男性と再婚して北九州市でスケートの教育指導をしている。

## 経歴

### 天才少女出現
スケートを始めたのは、3歳のころ。家族レジャーの一環として近所のスケートリンク(名古屋スポーツセンター)に行くようになったのがきっかけだった。5歳のとき、このリンクで山田満知子が教えている子供たちのスピンやジャンプを真似して遊んでいたところを、山田に見出される。山田によれば、伊藤は自分の教え子よりうまく、ジャンプは飛び抜けていたという。幼稚園のうちから小学生のスケート教室に年齢をごまかして参加した。初級～上級の3クラスを合わせて10日間で卒業し、本格的にフィギュアスケートを習い始める。
1980年3月、小学校4年生で全日本ジュニア選手権に優勝。同年11月のNHK杯に特別出場し、日本全国に演技が放送されたことにより伊藤の存在が知られるようになった。1980年12月の世界ジュニア選手権に史上最年少の日本代表に選出され、フリー1位、総合8位となった。次いで12月の全日本選手権で3位入賞し、これは稲田悦子以来45年ぶりの小学5年生(11歳)での入賞で、このことから「天才少女スケーター」と呼ばれるようになった。
1982年11月、練習中に右足首を骨折し、全治1か月。12月の1983年世界ジュニア選手権などシーズンの残り試合をすべて欠場した。翌シーズン札幌で行われる1984年世界ジュニア選手権の出場を目標に努力した。

### サラエボ五輪を目指して
1983年11月にヨーロッパに遠征し、シニアでの国際デビューを果たす。プラハ国際選手権では5種類の3回転ジャンプを成功させ、国際大会で初優勝した。オランダでのエニア・チャレンジ・カップではヨーロッパ選手権者のカタリナ・ヴィットに次ぐ2位となる。
1984年サラエボオリンピックの出場の際、前年7月1日時点で13歳の伊藤には、年齢制限のため原則として出場資格がなかった。ただし、「オリンピック開催年に世界ジュニア選手権で3位以内に入れば資格を与える」という特例措置があった。1984年世界ジュニア選手権（札幌）での3位以内を目標にするが、規定（コンパルソリーフィギュア）13位とほぼ絶望的となる。しかし、ショートプログラム1位、フリースケーティング1位と追い上げ総合3位となった。この結果、伊藤は出場資格を得ることができた。
しかし、代表最終選考会を兼ねた1984年1月の全日本選手権において、規定で10位と出遅れ、ショートプログラムでは右足首に痛みを感じるなど不調で、2回転アクセルで転倒して5位。フリースケーティングで1位と追い上げたが加藤雅子に次ぐ総合2位に終わった。日本の女子シングルのオリンピックと世界選手権への出場枠は各1名であったため、日本スケート連盟は加藤をオリンピックへ、伊藤を世界選手権へ派遣した。伊藤は、1984年オタワの世界選手権に初めて出場し、7位に入賞した。

### カルガリー五輪5位入賞
1985年、中学校3年生で全日本選手権初優勝。以後、1992年まで優勝を重ね、渡部絵美と並ぶ史上最高8連覇を達成する（後に1996年大会も制し、通算9回優勝）。この年の東京での世界選手権では、規定競技前日に右足首を骨折し棄権した。
1987年の世界選手権は、規定の出遅れから総合8位に終わるが、翌年のカルガリーオリンピックの出場枠2を確保する。1988年1月、全日本選手権で優勝して、念願だったカルガリーオリンピックへの初出場を果たす。大会には「女らしさ」「優雅さ」を意識した演技で競技に臨んだ。規定で10位につけ、ショートプログラムは4位で暫定8位となり、入賞の目処が立った。フリーでは5種類の3回転ジャンプを7度決め、思い通りの演技にガッツポーズを演技終了直前に見せた。演技終了前から2万人の観客のスタンディング・オベーションを受ける。技術点では5.8-5.9点と出場選手中最高点をマークし再びスタンディングオベーション。芸術点は5.5-5.7点（芸術点だけで5位）と低く抑えられたため、観客からはブーイングが起きた。この演技によってフリー演技だけで3位、総合成績で5位入賞を果たした。なお5位入賞は、1964年インスブルック大会の福原美和と並ぶ冬季五輪のフィギュアスケート日本代表選手最高位の記録（当時）で、6位以内の入賞は 1980年レークプラシッド大会の渡部絵美以来8年ぶりだった。大会最終日のエキシビションでは当時としては珍しく、総合5位ながら演技者の1人に選ばれた。

### 1989年世界選手権、日本・アジア人初優勝
1988年7月、国際スケート連盟のルール変更によって規定の課題数が3課題から2課題になった。規定が苦手な伊藤にとって若干有利な状況となる。1988年11月、愛知県フリー選手権で、競技会では女子選手として世界初の3回転アクセルに成功。1989年1月の全日本選手権では、規定で初めてトップに立ち5連覇を達成する。1989年世界選手権は、カルガリー五輪のメダリスト3人が引退したため、4-6位のジル・トレナリー、伊藤、クラウディア・ライストナーの争いになった。規定で自身最高の6位につけ、オリジナルプログラムは1位（暫定3位）。フリープログラムでは、女子選手としては初の3回転アクセルを着氷が乱れたが決め、他5種類の3回転ジャンプも成功させた。この演技でフリー1位となり、日本人初・アジア人初の世界チャンピオンとなった。。このフリー演技は、9人中5人の審判が技術点で6.0満点を出したこともあわせてフィギュアスケート史に残るプログラムとなった。
1989年NHK杯では、自身2度目の芸術点6.0を獲得(NHK杯では初)。1990年世界選手権は規定で5位以内が目標であったが、10位と出遅れて総合2位となる。オリジナルプログラム、フリープログラム共に1位と追い上げたが連覇はならなかった。このときスタンドでは伊藤の6.0満点を期待して、「6」のボードを持つ観客もいた。
1990年7月から規定が廃止され、伊藤にとってはさらに有利にはたらくと思われた。しかし、11月に左足首を痛め、1991年世界選手権大会1か月前に右あご下の唾液を分泌する部分にできた結石を除去する手術のため入院するなどして、大会に臨んだ。オリジナルプログラムでの直前の6分間練習中に、レティシア・ユベールと接触して相手のエッジが左足の靴に突き刺さり、左脇腹を強打し負傷した。演技中には、コーナー付近で連続ジャンプを着氷した際、リンク外のカメラ席に飛び出してしまう。フリーでも前半の3回転ジャンプを失敗、後半は立ち直ったが、総合順位は4位に終わる。この結果、翌シーズンのオリンピック出場枠を3から2に減らしてしまった。

### アルベールビル五輪銀メダル
1991年11月のラリック杯は、アルベールビルオリンピックの有力選手が集まる大会となった。伊藤はこの大会でフリーでは3回転ルッツー3回転トーループ、3回転アクセルー2回転トーループの2つのコンビネーションを含む6種類6回の3回転ジャンプを成功させ、前年の世界チャンピオンのクリスティ・ヤマグチに逆転して優勝し、アルベールビルオリンピックの優勝候補の筆頭となる。
しかし、アルベールビルのオリジナルプログラムでは、精神的な緊張から2日前の練習の段階で、3回転アクセルのコンビネーションジャンプが14回中すべて失敗、3回転アクセルだけが5回成功と成功率が落ちていた。そのため予定していた3回転アクセルをより確実性の高い3回転ルッツに変更したが、そのルッツで転倒して4位と出遅れた。このため、自力での金メダル獲得は不可能になった。フリー演技でも一度は3回転アクセルで転倒するが、演技後半の残り1分で再び3回転アクセルに挑んで成功。なお、フリーでは元々3回転アクセルを2度跳ぶ予定だった。オリンピックでは惜しくも日本人初のフィギュアスケート選手としての金メダル獲得はならなかったが、日本女子としては同アルベールビル五輪スピードスケート1500mで冬季五輪史上初のメダル（銅）を獲得した橋本聖子に続き、日本女子二人目のメダルとなる銀メダルを獲得した。
3回転アクセルを決めたことについて稲田悦子は「最後に決めたトリプルアクセルには、自分のスケート人生をかけたんだという気迫が感じられました」と、感想を述べた。後年恩田美栄は、「もう並大抵の体力じゃないです。それに同じジャンプを一度転んでるにも関わらず。私にはできない。跳ぶとしたら死ぬくらいの覚悟がいる」と語った。翌日のエキシビションの際には、「レイン・ストーリー」と「レ・ミゼラブル」のテープを名古屋に忘れてしまったため、NHKの衛星回線を使ってアルベールビルまで送ってもらった。なおそのエキシビジョンでは最初のテープの音楽が掛からないハプニングが発生したが、その間立ち尽くしたままの伊藤に対し観客は拍手を送っていた。
オリンピックの期間中アルベールビルでは風邪が流行しており、山田満知子は点滴を打ちながら伊藤の練習に立ち会っていた。伊藤自身も帰国するころから体調を崩し、出場を予定していた1992年世界選手権を欠場することになった。
今後の去就が注目されたが、1992年4月25日に新高輪プリンスホテルで引退記者会見を行った。引退の理由を「技術的には三回転半をクリアしたという達成感があった。一方で精神的にはプレッシャーが大きくなっていて、追いつめられたというか。これ以上頑張れないなと……区切りにしたいなと思ったんです。」と語った。今後は「楽しみながらスケートを続けたい」とコメントを残した。6月17日には正式にプロ転向を表明し、夢のひとつだったアイスショーに出演することになった。6月にはホームリンクである名古屋スポーツセンターで、アマチュア最後の「サヨナラ公演」でアルベールビル五輪の演技を再現した。
1992年バルセロナオリンピックでのテレビのレポーターとして現地に赴いた。長野オリンピック招致活動では、1991年6月のバーミンガムでのIOC総会に小谷実可子とともに競技者代表として出向き、現役選手の立場から招致演説をした。

### プロ転向
1992年8月以降、プリンスアイスワールドのメンバーとして、日本の各都市でのアイスショーに出演する。その一方で、1993年世界プロフィギュア選手権や1995年の第10回インターナショナル・プロフィギュア選手権（チャレンジ・オブ・チャンピオン）を制し、第一線で活躍を続けた。
1995年に日本スケート連盟の要請によって、長野オリンピック出場を目指してアマチュアに復帰する。1996年1月の全日本選手権では3回転アクセルを成功させ、4年ぶり9度目の優勝を果たした。しかし3月の世界選手権では体重を絞り過ぎてしまい、貧血による体調不良もあって7位に終わり、1996年11月に再びアマチュアを引退した。1998年2月7日に行われた長野五輪開会式では聖火台に聖火を点す役を務めた。2001年1月には4年10か月ぶりに競技会に復帰し、国際オープン選手権で3位となった。
2004年3月、世界フィギュアスケート殿堂入りを果たす。伊藤と共に、1976年インスブルック五輪銅メダリストトーラー・クランストン、カタリナ・ビットのコーチユッタ・ミューラーも表彰された。2002年8月よりアイスショーからは離れていたが、2009年には「プリンスアイスワールド」で7年ぶりにアイスショーに出演、2回転アクセルを披露した。2005年からは主にフィギュアスケート解説者として活動している。
2011年6月、元選手や愛好家向けの大会である国際アダルト選手権に初出場。国際スケート連盟公認の国際大会への出場は15年ぶり、新採点法移行後では初の競技会出場となった。マスターズエリートIIクラス(フリースケーティング)で2位となる。
2013年5月、国際アダルト選手権に出場し、マスターズエリートIIクラス(フリースケーティング)で1位となる。
2014年1月、NHKの報道番組で、函館市文化スポーツ振興財団（函館市民スケート場）にて、子供たちを相手にスケートの指導をしている姿が放映される。
2015年2月、RKB毎日放送「北九州マラソン2015」のテレビ中継にゲスト出演し、福岡県北九州市でスケートの指導をしていることが紹介される。
2018年5月、国際アダルト選手権に出場し、マスターズエリートIIクラス(アーティスティック)で1位となる。
2019年5月、国際アダルト選手権に出場し、マスターズエリートⅢクラス(フリースケーティング)で1位となる。
2022年12月、シングルアクセルを成功させた動画をSNSに投稿し、オリンピック公式チャンネルが取り上げるなど海外でも大きな話題を集める。
2023年5月にもシングルアクセルを成功させ、再び話題となる。
2023年5月と2024年5月に国際アダルト選手権に出場し、マスターエリート女子Ⅲ+Ⅳアーティスティックで1位となる。

## 技術・演技

### 技術
少女時代から「ジャンプの申し子」、「ジャンプの天才」と呼ばれていた。小学校6年で3回転-3回転の連続ジャンプを跳んでいた。自身初の海外遠征である1981年世界ジュニアフィギュアスケート選手権では4種類の3回転ジャンプを跳び、海外プレスからは「津波ガール」「台風ガール」のニックネームを付けられた。中学生でアクセルを除く5種類の3回転ジャンプを習得した。当時は、女子選手が5種類の3回転ジャンプを跳ぶことは体力的にも技術的にも不可能と考えられていた。
元全日本チャンピオンでフィギュアスケート解説者の五十嵐文男によると、ジャンプは正確で高さがあり、右足のフリーレッグが左足の膝上の高い位置で巻き足になるのが特徴であったという。伊藤のジャンプ自体が自己表現でありアートでもあると評した。元フィギュアスケート選手の今川知子によると、ジャンプの助走やジャンプ後の滑りでも失速しなかった。また、ジャンプが回転不足になることはほとんどなかった。連続ジャンプは通常第2ジャンプの方が低いジャンプとなるが、伊藤の場合は第1ジャンプより高いジャンプを跳ぶことができたという。
ジャンプの高さは40センチを越え、ピーク時には64センチを記録した。東京大学体育学研究室の吉岡伸彦（1994年当時）の分析によると、伊藤のジャンプは踏み切り時の最高速度秒速8m、高さ約70cm、滞空時間約0.73秒、着氷時に片足に掛かる荷重約250kgで、ジャンプ時のある時点での速度は男子をも凌ぐとされた。
スケーティングには敏捷性があった。規定課題に苦心したため、規定をスケーティングの基礎と考え、練習時間の大半を費やしていた。
演技の表現面では、ドラマを演じる情感に乏しく、手足の舞踊的な美しさに欠けると指摘されていた。しかし、「ジャンプだけの伊藤」という評判を払拭し表現力を身につけるために、高校時代にバレエ教室に通い基礎から習った。この努力をし始めてからは表現力も向上し、「東洋の真珠」「氷上の舞姫」とも書かれた。アルベールビルオリンピック直前には、ニューズウィーク アジア・太平洋版2月10日号の表紙に「JEWEL ON ICE(氷上の宝石)」の文字とともに伊藤の写真が掲載されるようになった。

### 演技
自身の性格を喜怒哀楽が激しいと語っており、演技中にも自然と顔がほころんだり、失敗して舌を出したりしていたと振り返っている。観客からは庶民的なキャラクターで親しまれた。カルガリーオリンピックのフリー演技後には、当時女子フィギュアスケートの選手としては前代未聞のガッツポーズを見せ、現地で好評を博したこともあった。
コーチの山田満知子は、伊藤の演技について「つくり物でない、本物のスポーツの美を表現する選手でした。(中略)すごいスピードで質の高いジャンプを跳び、誰よりも力強い演技をしました。その姿が、多くの人々をひきつけ、心を動かした。いかにも日本人らしい、ひたむきさ、親しみやすさ、美しさがあの子の演技にはありました」と評した。

### 3回転アクセルへの挑戦
3回転アクセルを跳ぼうと意識したのは中学1年のころで、初めて練習で跳んだのは中学3年のシーズンであった。練習を始めてから3ヶ月ほどの6月8日に着氷に成功していたが、競技会では成功しなかった。1985年世界選手権の直前に右足首を骨折したため、それ以来練習を中断していた。ところが、カルガリーオリンピック後のエキシビションツアーで男子選手が3回転アクセルを跳ぶ姿を見て、再挑戦を決意し、3回転アクセルの練習を再開した。1988-1989シーズンの愛知県フリー選手権で3回転アクセルに挑戦し、競技会では初めての成功を収めた。国際大会では1988年NHK杯で成功した。

### 女子シングルの技術的先駆者
女子選手として初めて成功したジャンプコンビネーション
- 3回転トウループ－3回転トウループ（女子選手として初の3回転－3回転）

1982年世界ジュニア選手権、1984年世界選手権、1988年カルガリーオリンピックで大会初。なお、男子選手では1980年にポーランドのグジェゴシュ・フィリポフスキが初めて成功した。
- 2回転ループ－3回転ループ

1984年世界ジュニア選手権、1984年世界選手権、1988年カルガリーオリンピックで大会初
- 3回転ルッツ－3回転トウループ

1991年ラリック杯、NHK杯で国際大会初
女子選手として初めて成功した演技構成要素
- 3回転アクセルを除く5種類の3回転ジャンプ

1983年プラハ国際選手権で国際大会初、1988年カルガリーオリンピックで大会初
- 3回転アクセル

1988年愛知県選手権で公式戦初、1988年NHK杯で国際大会初、1989年世界選手権、1992年アルベールビルオリンピックで大会初
- 3回転アクセルを含む6種類の3回転ジャンプ

1988年全日本フリー選手権で公式戦初、1989年世界選手権で大会初
女子選手として初めて3回転アクセルからのジャンプコンビネーションに成功したのは、トーニャ・ハーディング（1991年10月スケートアメリカのオリジナルプログラムでの3回転アクセル－2回転トウループ）である。伊藤は同年10月の東日本選手権のオリジナルプログラムで3回転アクセル－2回転トウループを、同年12月のNHK杯でも成功した。なお、1991年11月のラリック杯のフリー直前練習では、3回転アクセル－3回転トウループのコンビネーションジャンプを成功させている。

### 女子シングルの変革者
伊藤が世界選手権で3回転アクセルに成功したことによって、当時、芸術性が重要視されていた女子シングルにもジャンプという魅力があることを世界が知るようになった。世界各国の選手たちは、伊藤に対抗するために5種類の3回転ジャンプに挑戦するようになった。その結果、規定の廃止に伴ってジャンプの高度化、選手の低年齢化が起こった。
金メダルを期待していたアルベールビル五輪で伊藤が銀メダルに終わったことから、日本スケート連盟は金メダルを狙える選手を複数人育成する強化プロジェクトを発足させた。その結果、伊藤の地元愛知県出身の女子選手たちを中心に後続の選手たちが次々と世界のトップレベルに躍り出て、日本におけるフィギュアスケート人気、関心が高まった。

## 競技成績

### 戦績表
| 大会/年          | 79-80 | 80-81 | 81-82 | 82-83 | 83-84 | 84-85 | 85-86 | 86-87 | 87-88 | 88-89 | 89-90 | 90-91 | 91-92 | 95-96 |
| ---------------- | ----- | ----- | ----- | ----- | ----- | ----- | ----- | ----- | ----- | ----- | ----- | ----- | ----- | ----- |
| オリンピック     |       |       |       |       |       |       |       |       | 5     |       |       |       | 2     |       |
| 世界選手権       |       |       |       |       | 7     |       | 11    | 8     | 6     | 1     | 2     | 4     |       | 7     |
| 全日本選手権     |       | 3     |       |       | 2     | 1     | 1     | 1     | 1     | 1     | 1     | 1     | 1     | 1     |
| スケートアメリカ |       |       |       |       |       |       |       |       |       | 2     |       | 2     |       |       |
| スケートカナダ   |       |       |       |       |       | 1     |       |       |       |       |       |       |       |       |
| 富士フイルム杯   |       |       |       |       |       |       |       |       | 1     |       |       |       |       |       |
| ラリック杯       |       |       |       |       |       |       |       |       |       |       |       |       | 1     |       |
| NHK杯            |       |       |       |       | 3     | 1     | 1     | 2     | 2     | 1     | 1     | 1     | 1     |       |
| 世界Jr.選手権    |       | 8     | 6     |       | 3     |       |       |       |       |       |       |       |       |       |
| 全日本Jr.選手権  | 1     |       |       |       | 1     |       |       |       |       |       |       |       |       |       |

### 詳細
主要な国際競技会の結果（順位）を表す。
| 大会名                                    | 規定 | SP | FS | 結果 |
| ----------------------------------------- | ---- | -- | -- | ---- |
| 1981年世界Jr.選手権（ロンドン）           | 20   | 7  | 1  | 8    |
| 1982年世界Jr.選手権（オーベルストドルフ） | 19   | 1  | 1  | 6    |
| 1983年世界Jr.選手権（サラエヴォ）         |      |    |    | 欠場 |
| 1984年世界Jr.選手権（札幌）               | 13   | 1  | 1  | 3    |
| 1984年世界選手権（オタワ）                | 16   | 4  | 4  | 7    |
| 1985年世界選手権（東京）                  |      |    |    | 欠場 |
| 1986年世界選手権（ジュネーブ）            | 19   | 8  | 5  | 11   |
| 1987年世界選手権（シンシナティ）          | 14   | 3  | 4  | 8    |
| 1988年冬季オリンピック（カルガリー）      | 10   | 4  | 3  | 5    |
| 1988年世界選手権（ブダペスト）            | 14   | 3  | 3  | 6    |
| 1989年世界選手権（パリ）                  | 6    | 1  | 1  | 1    |
| 1990年世界選手権（ハリファックス）        | 10   | 1  | 1  | 2    |
| 1991年世界選手権（ミュンヘン）            | -    | 3  | 4  | 4    |
| 1992年冬季オリンピック（アルベールビル）  | -    | 4  | 2  | 2    |
| 1992年世界選手権（オークランド）          |      |    |    | 欠場 |
| 大会名                                    | 予選 | SP | FS | 結果 |
| 1996年世界選手権（エドモントン）          | 1    | 6  | 7  | 7    |

### 3回転アクセル
- 1988-89年
  - 愛知県フリー選手権
  - 全日本フリー選手権
  - NHK杯
  - 全日本選手権
  - 世界選手権

- 1989-90年
  - NHK杯
  - 世界選手権

- 1990-91年
  - 東日本選手権
  - NHK杯
  - 全日本選手権

- 1991-92年
  - 東日本選手権
  - ラリック杯
  - NHK杯 SPとFSで成功
  - 全日本選手権 SPとFSで成功
  - アルベールビル五輪

- 1995-96年
  - 全日本選手権

## プログラム
| シーズン  | SP/OP | FS | EX |
| --------- | --- | --- | --- |
| 1995-1996 | 火の鳥 作曲：イーゴリ・ストラヴィンスキー 振付：デヴィッド・ウィルソン                                                   | シンデレラ 作曲：セルゲイ・プロコフィエフ 振付：デヴィッド・ウィルソン                                                                                                   | 誰も寝てはならぬ 作曲：ジャコモ・プッチーニ                                                                                 |
| 1991-1992 | ジェラシー 作曲：ヤコブ・ゲーゼ エスパーニャ・カーニ 作曲：パスカル・マルキーナ・ナロ                                    | ピアノ協奏曲第1番 ピアノ協奏曲第2番 作曲：セルゲイ・ラフマニノフピアノ協奏曲第1番 作曲：セルゲイ・ラフマニノフ                                                           | レ・ミゼラブルレイン・ストーリー 衣装：レインコート 小道具：傘さよならの向う側 作詞：阿木燿子 作曲：宇崎竜童 歌唱：山口百恵 |
| 1990-1991 | ワルソー・コンチェルト 作曲：リチャード・アディンセル                                                                    | ピアノ協奏曲第5番「皇帝」 作曲：ルートヴィヒ・ヴァン・ベートーヴェン パガニーニの主題による狂詩曲 作曲：セルゲイ・ラフマニノフ フィンランディア 作曲：ジャン・シベリウス | レ・ミゼラブルレイン・ストーリー 衣装：レインコート 小道具：傘                                                              |
| 1989-1990 | アンヴィル・コーラス 作曲：ジュゼッペ・ヴェルディ 編曲：ジェリー・グレイ メモリーズ・オブ・ユー 作曲：ユービー・ブレイク | シェヘラザード 作曲：ニコライ・リムスキー＝コルサコフ | スパイ大作戦 衣装：燕尾服 小道具：シルクハット、スティック羊蹄の祭り 作曲：櫻田泰啓 衣装：法被(はっぴ)、鉢巻                |
| 1988-1989 | 華麗なるタンゴ 作曲：脇田真司                                                                                            | 恋人たちのロンド （原題：Concerto No.1 for Piano） 作曲：フランク・ミルズ 振付：山田満知子                                                                               | アメリカ物語 |
| 1987-1988 | 羊蹄の祭り 作曲：櫻田泰啓                                                                                                | 「海賊」より グラン・パ・ド・ドゥ&コーダ 作曲：アドルフ・アダン 振付：山田満知子、松本道子                                                                               | スイート・ドリーマーモーちゃん危機IPPATSUタイム・パッセージ 作曲：松田聖子 小道具：バラの花束                               |
| 1986-1987 | 9時から5時 (9 to 5) 作曲：チャールズ・フォックス                                                                         | インディアナ・ラプソディー | - |
| 1985-1986 | チロリアン・フェアリー 作曲：山下千尋                                                                                    | マジカル・シティ 作曲：山下美香 | スイート・ドリーマー 作曲：宝田葉子                                                                                         |
| 1984-1985 | スイート・ドリーマー 作曲：宝田葉子                                                                                      | アイス・パラダイス 作曲：角田季子 | - |
| 1983-1984 | アプローズ 序曲 作曲：チャールズ・ストラウス                                                                             | ライトニング・アタッカー 作曲：宇崎竜童 | - |

## 受賞歴
- 名古屋市スポーツ功労賞（1988年、1992年）
- 文部省（現：文部科学省） スポーツ功労賞（1989年）
- 愛知県スポーツ功労賞（1989年）、（1990年）
- 第39回 日本スポーツ賞 大賞（1989年）
- 第1回 朝日スポーツ賞（1989年）
- 第2回 大島鎌吉スポーツ文化賞 ジャンプ賞（1990年）
- 世界フィギュアスケート殿堂入り表彰（2004年）

## 著書・出演
- 『タイムパッセージ－時間旅行』伊藤みどり著 紀伊國屋書店（1993年1月） ISBN 9784314100816
- 『氷上の宝石-伊藤みどり写真集』三枝照雄 小島直子著 菅原正治(写真) あすか書房（1993年9月） ISBN 9784317800362
- 『伊藤みどりのフィギュアスケート・ライフ DVDボックス』伊藤みどり、西田美和、鈴木亮介、松本美雪 出演　株式会社ジュニア・ドリーマーズ・インターナショナル（2007年8月10日）
- NHK紅白歌合戦（NHK総合・ラジオ第1）
  - 第43回（1992年12月31日） - 審査員
  - 第48回（1997年12月31日） - 審査員
- 『ヒーローたちの名勝負▽残り1分からの大逆転　伊藤みどり五輪初のトリプルアクセル』（2013年12月14日、NHK総合）
- テレビ愛知開局30周年記念作品『スケート靴の約束』（2013年12月25日、テレビ愛知制作・テレビ東京系） - 特別出演
- 「艦これ」鎮守府“氷”祭り in 幕張特設泊地 －氷上の観艦式－（2018年7月14日～7月15日、幕張メッセイベントホール） - 深海氷翔王女 役

## 出演CM
- カルビー グリンピース （1992年）
- 第一製薬（現：第一三共ヘルスケア） 新パテックスA（1992年） [111]
- 公共広告機構（現：ACジャパン） 安全運転のメッセージ・ラジオCM （1992年）